# Chan X-Cail
Chan X-Cail es un pueblo del municipio de Chichimilá, situado en el estado de Yucatán, México. Según el censo de 2020, tiene una población de 680 habitantes.

## Toponimia
El nombre (Chan X-Cail) proviene del idioma maya.

## Hechos históricos
- En 1930 cambia su nombre de Chancuyil a Chan-Xcail.
- En 1940 cambia a Chan Xcail.
- En 1960 cambia a Chan-Xcail.
- En 1970 cambia a a Xcail.
- En 1980 cambia a Chan-Xcail.
- En 1990 cambia a Chan X-Cail.[cita requerida]

## Demografía
Según el censo de 2020 realizado por el INEGI, tiene una población de 680 habitantes, de los cuales 353 son hombres y 347 son mujeres.
| 15                          | 64 | 146 | 182 | 425 | 206 | 205 | 399 | 336 | 404 | 474 | 585 | 680 |
| (Fuente: INEGI [Consultar]) |    |     |     |     |     |     |     |     |     |     |     |     |